# NGC 428
NGC 428 (другие обозначения — UGC 763, MCG 0-4-36, ZWG 385.28, IRAS01103+0043, PGC 4367) — спиральная галактика с перемычкой в созвездии Кит на расстоянии 48 млн световых лет. Открыта Уильямом Гершелем в 1786 году. Описывается Дрейером как «тусклый, крупный объект, более яркий в центре, пёстрый, но детали неразличимы».
В области NGC 428 астроном Стюарт Паркер, работавший в рамках проекта Backyard Observatory Supernova Search, обнаружил новый тип сверхновых звезд, представителем которого стала сверхновая SN2013ct.
Этот объект входит в число перечисленных в оригинальной редакции «Нового общего каталога».

## Особенности
Ранее NGC 428 была галактикой достаточно распространенной спиральной формы (такой же, как и  наша галактика). Произошедшее столкновение с другой галактикой «скрутило» галактику NGC 428, что привело к разлетанию по космическому пространству звезд и облаков космического газа. Несмотря на то, что галактика является спиральной с перемычкой, её спиральная структура нарушена, а рукава выражены нечётко, и это может являться следствием слияния галактик.
В 2013 году в этой галактике вспыхнула сверхновая.
В 2015 году галактика была сфотографирована «Хабблом». Это позволило детальнее изучить остатки спиральной формы бывшей галактики и области формирования новых звезд. Последние стали подтверждением прошедшего столкновения, так как при объединении газовых облаков во время столкновения создаются ударные волны и «карманы» разогретого газа, и это создает среду для зарождения новых звезд.